# Ruiterstandbeeld van Sint-Joris en de draak

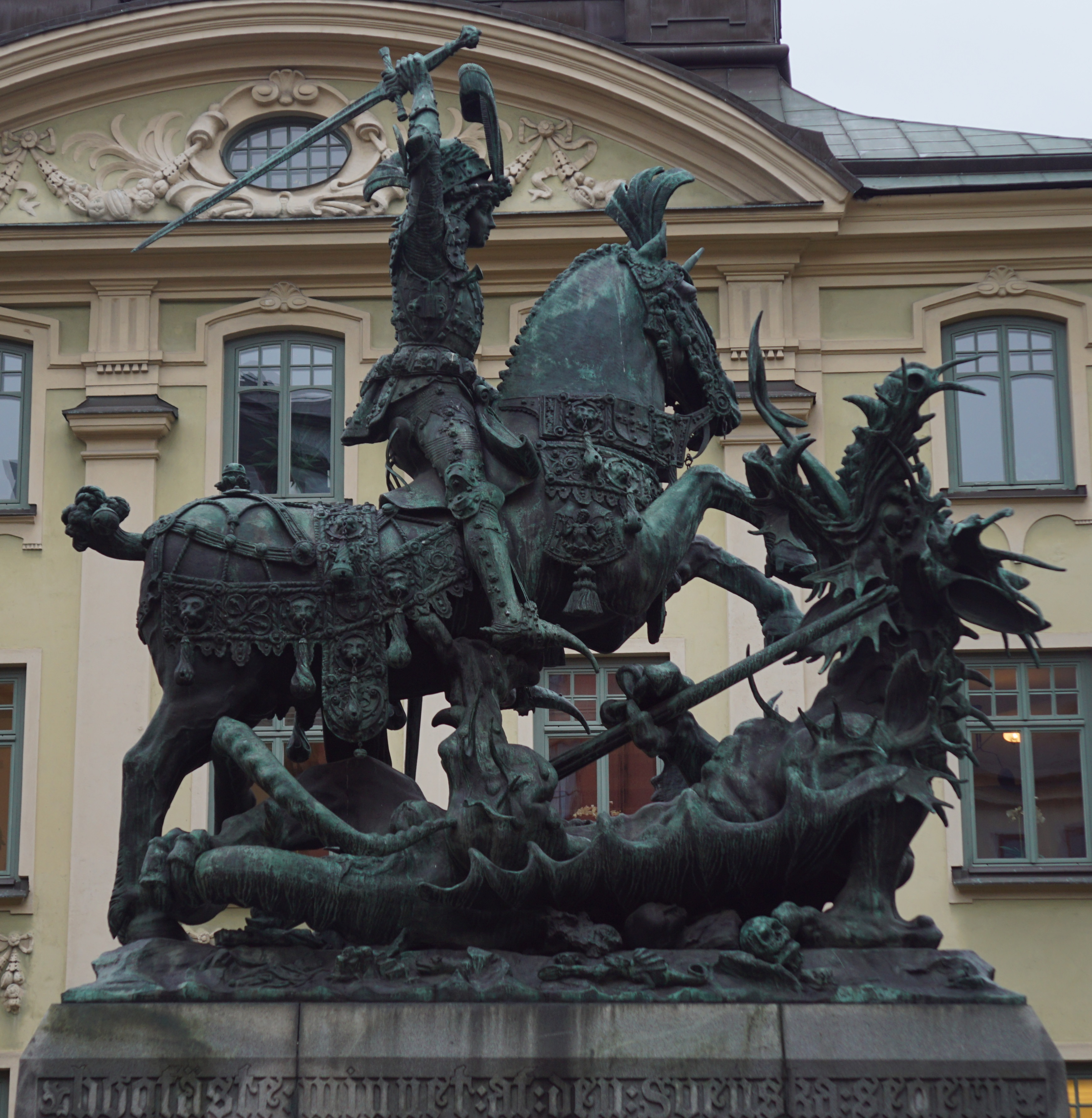
Het bronzen beeld van Sint-Joris en de draak uit 1912 door Alfred Ohlson naar het vijftiende-eeuwse houten beeld van Bernt Notke in Storkyrkan.

Het bronzen ruiterstandbeeld van Sint-Joris en de draak is een sculptuur voorstellende Sint-Joris die, gezeten te paard, in gevecht is met een draak. Het kunstwerk staat sinds 1913 op de Köpmanbrinken in Gamla Stan, Stockholm (Zweden). 
Traditioneel zou de Zweedse staatsman Sten Sture de Oudere model hebben gestaan voor deze Sint-Joris vanwege zijn overwinning bij de Slag bij Brunkeberg. Het beeld is een in 1912-1913 door Alfred Ohlson vervaardigde bronzen kopie van het vijftiende-eeuws beeld gemaakt door Bernt Notke dat zich bevindt in de Stockholmse kathedraal Storkyrkan.

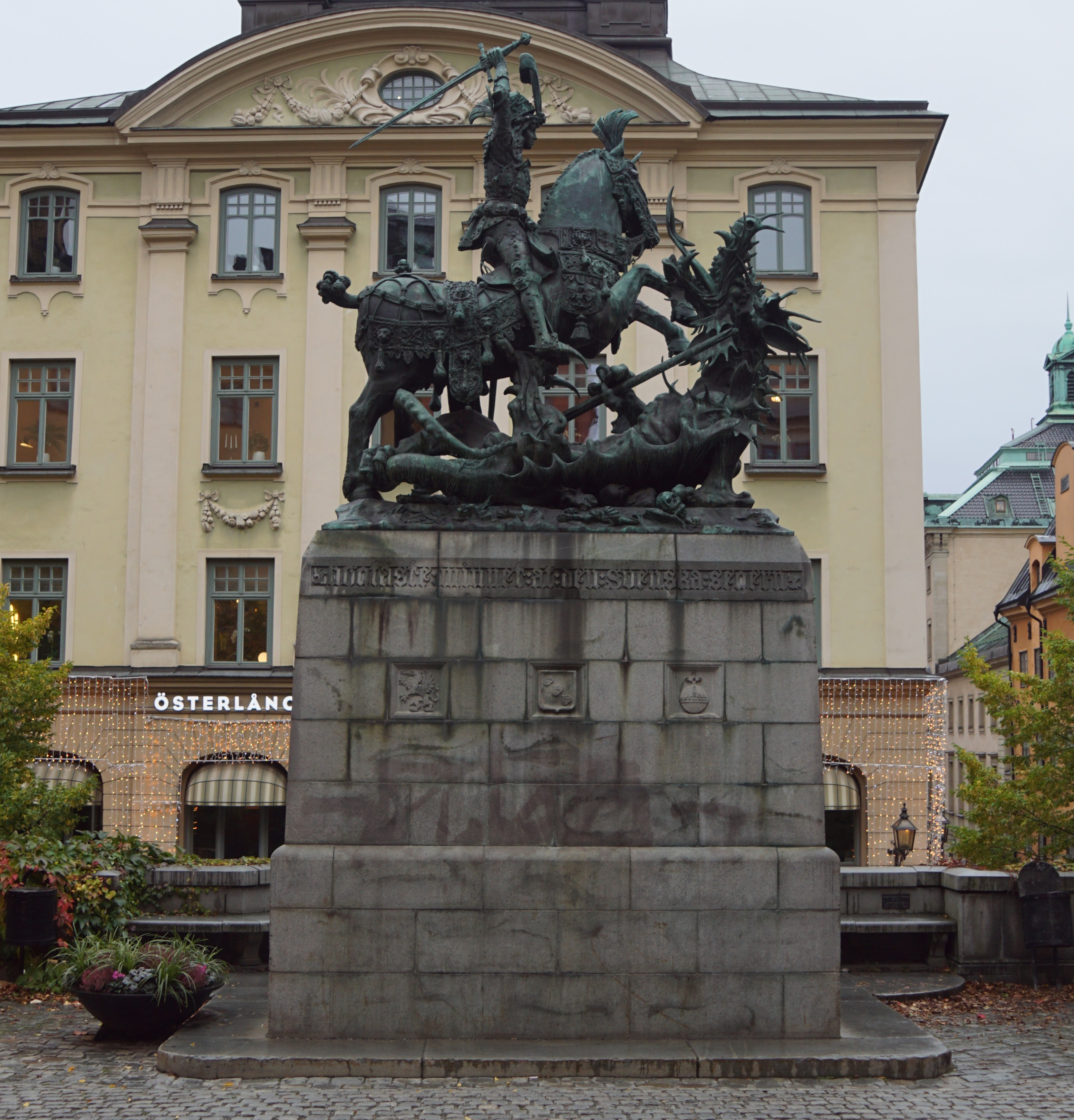
Het beeld van Sint-Joris en de draak staat op een granieten sokkel en is een herinnering aan de Slag bij Brunkeberg (1471) waar de Zweden de Denen versloegen.

## Geschiedenis
In 1489 werd een houten beeldengroep van vermoedelijk de Duitse kunstenaar Bernt Notke geplaatst in de Stockholmse kathedraal Storkyrkan waar in 1488 aan begonnen was. De beeldengroep toonde Sint-Joris die te paard gezeten in gevecht is met een draak, en een te redden prinses. De beeldengroep was gemaakt in opdracht van Sten Sture de Oudere die op 10 oktober 1471 in de Slag bij Brunkeberg de Denen (en enige Zweedse edelen) onder leiding van Christiaan I van Denemarken versloeg. Sint-Joris stond symbool voor de goedheid en moed van Zweden, de draak voor het kwaad en de prinses voor de aangevallen stad Stockholm en de Zweedse natie in het algemeen. Traditioneel wordt gesteld dat Sint-Joris werd gebaseerd op Sten Sture de Oudere. Op het harnas van het paard zijn bijvoorbeeld drie waterleliebladeren te zien die terug te vinden zijn op het wapen van diens familie. De keuze voor een beeldengroep met Sint-Joris kwam voort uit diens populariteit nadat die cultus door Karl Knutsson rond 1440 was ingevoerd. De kathedraal had ook al een Heilige Kruisaltaar gewijd aan Sint-Joris.
Op 10 oktober 1912, de verjaardag van de Slag bij Brunkeberg, werd een bronzen versie van de beeldengroep onthuld op de Köpmanbrinken in Gamla Stan, Stockholm. Het maken van de kopie werd mogelijk gemaakt door een donatie van 50.000 Zweedse kronen van de industrieel Hjalmar Wicander (1860-1939). De beeldhouwer Alfred Ohlson maakte een kleimodel en een gipsmodel waarna de gieterij van Otto Meyer de beeldengroep in brons goot. De hoofdinspecteur Gustaf Lindgren ontwierp het voetstuk dat in graniet werd uitgevoerd.
Op 30 juli 1913 werd het bronzen beeld van de prinses onthuld. Dit beeld is eveneens van de hand van Alfred Ohlsson en werd gegoten door de gieterij van Otto Meyer.

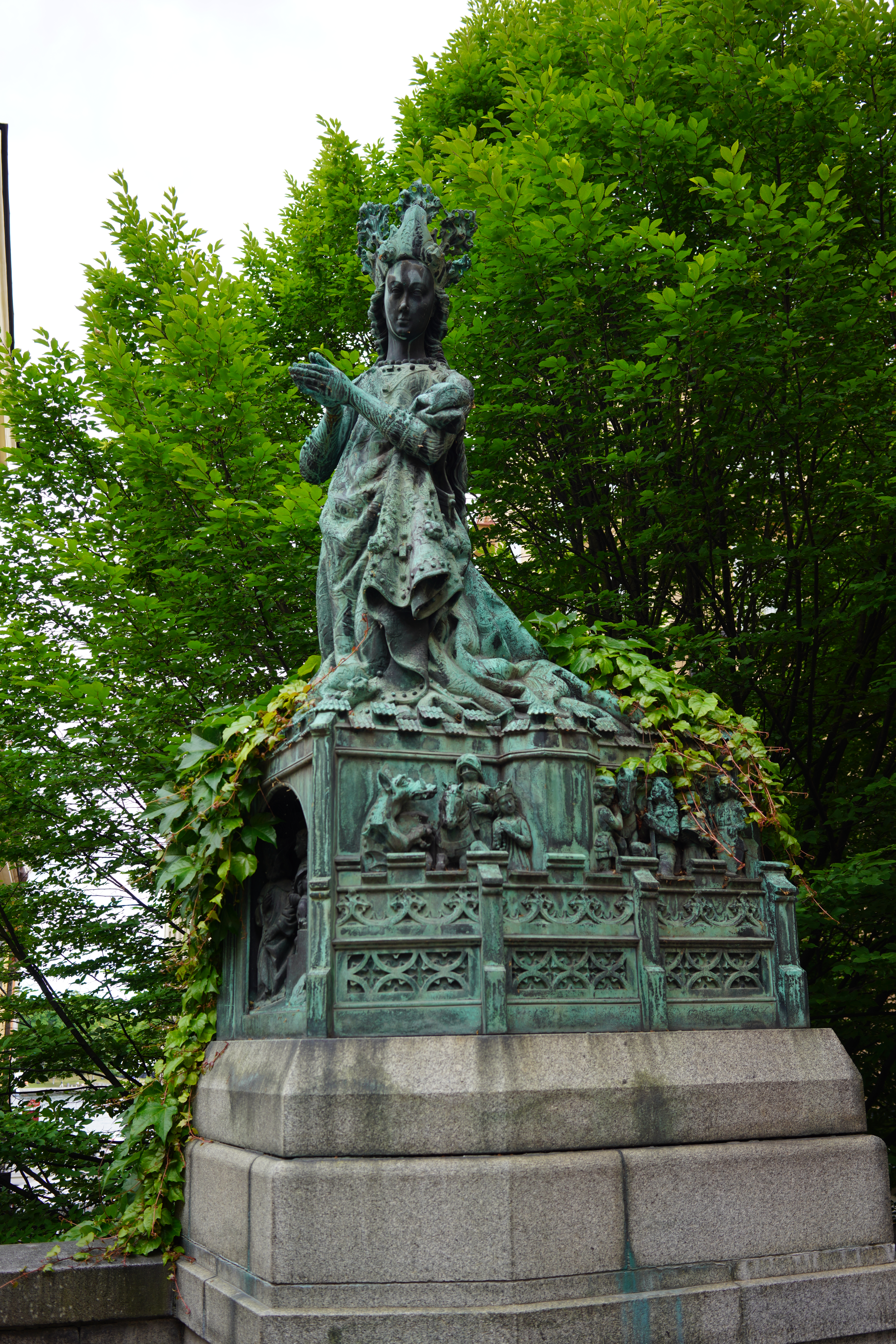
De te redden prinses die symbool staat voor Stockholm en de Zweedse natie.

## Beschrijving
Sint-Joris zit op zijn paard en heeft net zijn zwaard opgeheven om in te hakken op de draak die ook onder de hoeven van zijn paard vertrappeld wordt.  Sint-Joris heeft een helm op, zoals het origineel in de kathedraal ook had voordat deze helm zoekraakte.
Op de granieten sokkel zijn rondom acht reliëfs aangebracht, te weten de stads-/familiewapens van Stockholm, Uppland,  Sten Stures, Södermanland, Kalmar, Västmanland, Släkten Tott en Dalarna. Er zijn ook teksten in het Zweeds aangebracht rondom het voetstuk die zich vrij vertalen als Sint-Joris voorbeeld vuurde de Zweedse mannen aan in de slag bij Brunkeberg en Deze voorstelling van Sint-Joris is ter herinnering aan de Zweedse overwinning.
In de granieten sokkel waar het beeld van de prinses opstaat zijn vier scènes uit de sage van Sint-Joris in brons uitgevoerd.
De beeldengroep bevindt zich aan de oostzijde van Köpmantorget op een speciaal daarvoor uit granietblokken gebouwd terras dat doorloopt tot aan Österlånggatan.

## Galerij

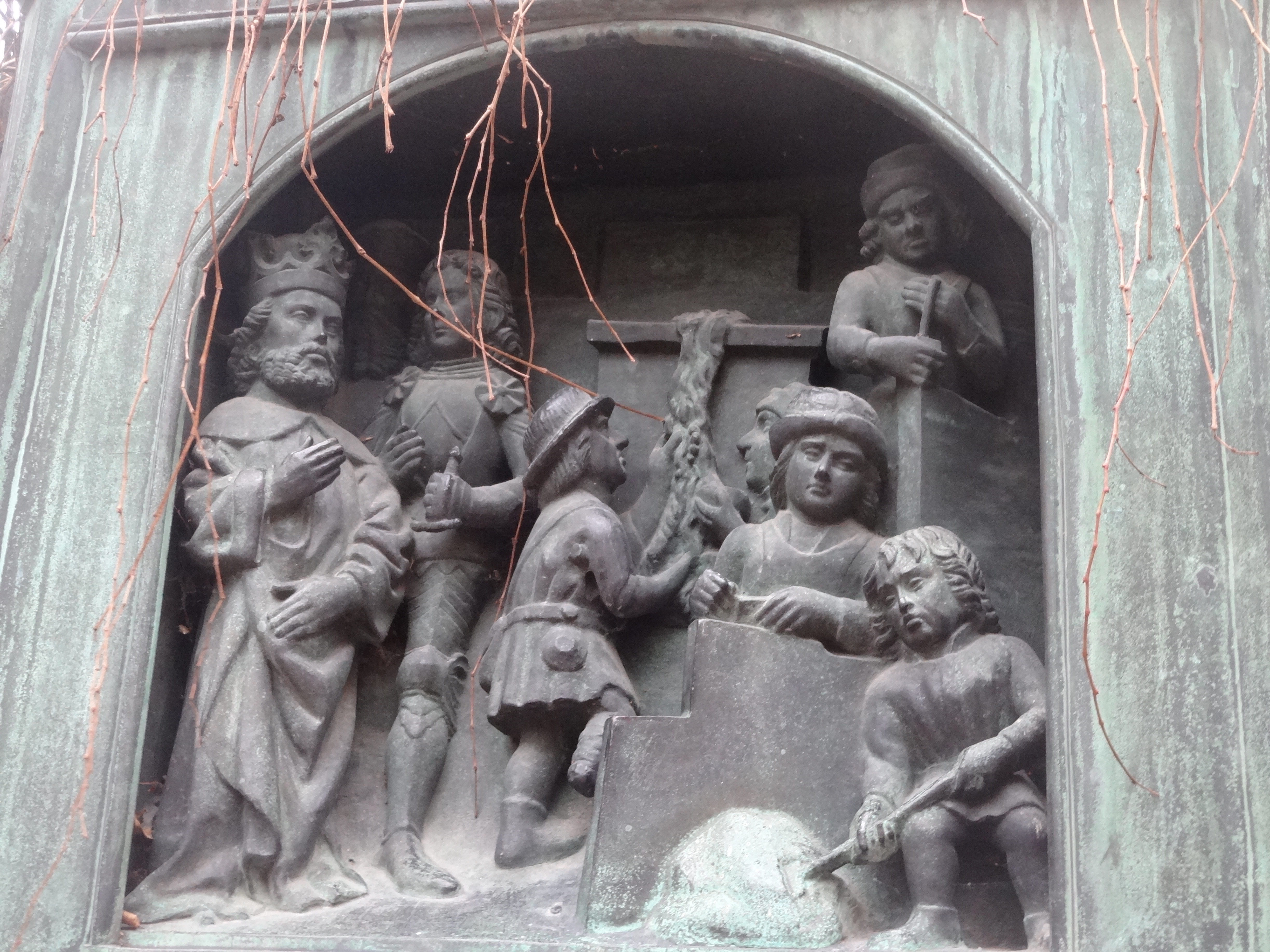
Een van de scènes uit de sage van Sint-Joris.
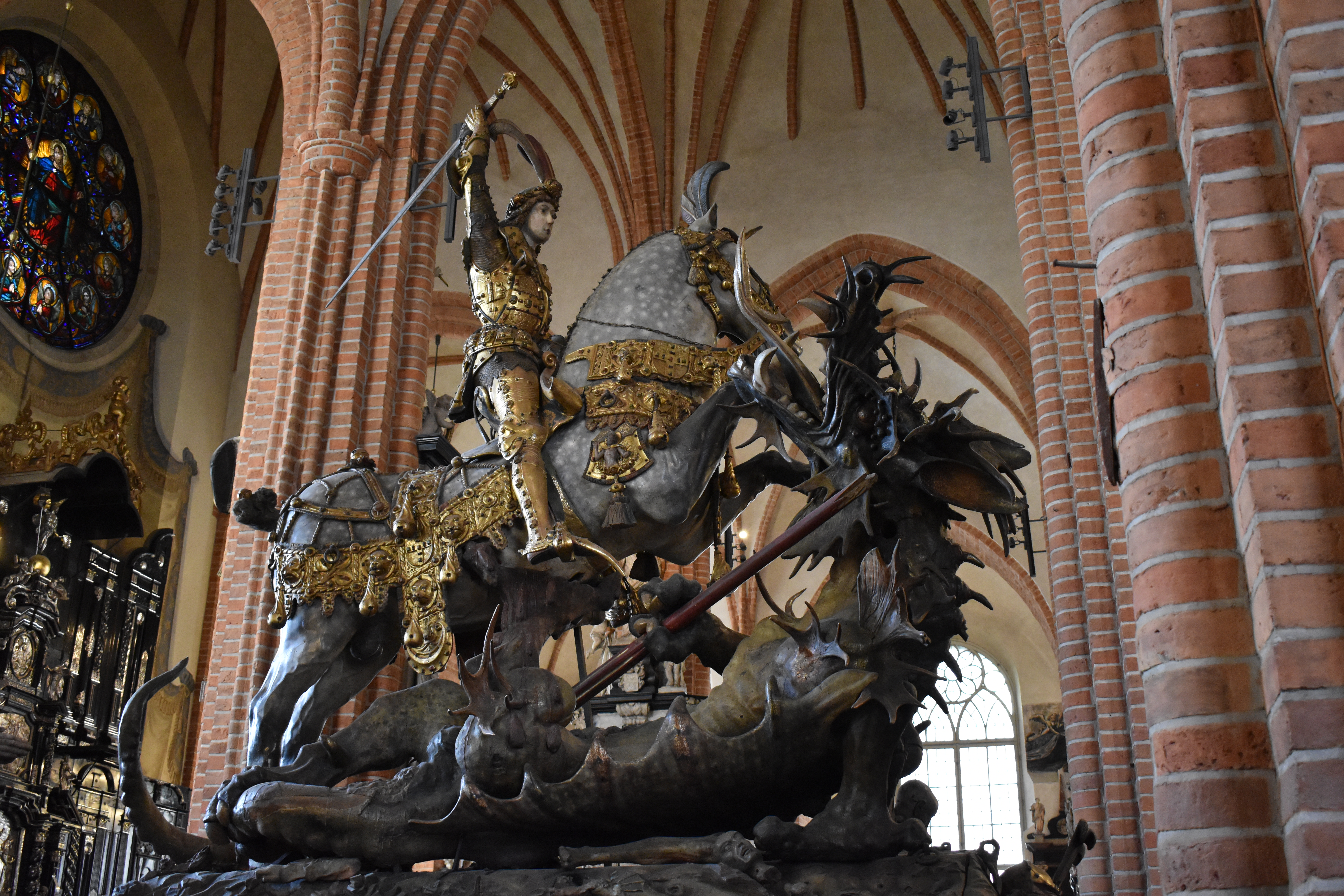
Het houten beeld van Sint-Joris uit 1489.
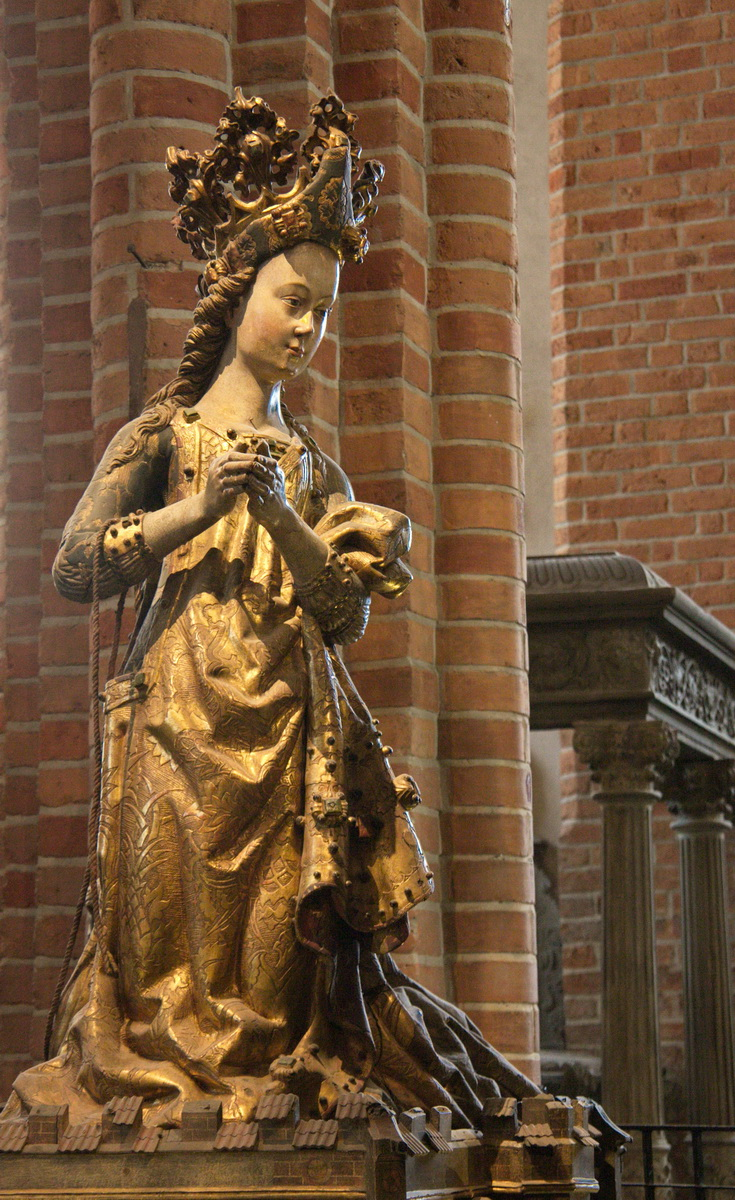
Het houten beeld van de prinses uit 1489.